# Plumergat
Plumergat är en kommun i departementet Morbihan i regionen Bretagne i nordvästra Frankrike. Kommunen ligger i kantonen Auray som tillhör arrondissementet Lorient. År 2022 hade Plumergat 4 199 invånare.

## Befolkningsutveckling
Antalet invånare i kommunen Plumergat
| Referens: INSEE |